# En plats på landet
En plats på landet (engelska: Escape to the Country) är ett brittisk inredningsprogram som sänds på BBC sen 2002.

## Programmet
I varje program följer man en familj som bor i staden och vill flytta till landet. De får hjälp av mäklare att hitta sitt drömhus.